# Infected Nations
Albums de Evile
Enter the Grave
(2007) Five Serpent's Teeth
(2011)
Infected Nations est le deuxième album studio du groupe de Thrash metal anglais Evile. L'album est sorti le 21 septembre 2009 sous le label Earache Records.
La pochette de l'album a été réalisée par l'illustrateur américain Michael Whelan, à partir d'une idée du chanteur-guitariste du groupe, Matt Drake.
Une édition limitée de l'album contient une dixième piste, qui a pour titre My Parasite.

## Musiciens
- Matt Drake - chant, guitare
- Ol Drake - guitare
- Mike Alexander - basse
- Ben Carter - batterie

## Liste des morceaux
1. Infected Nation 5:33
2. Now Demolition 5:46
3. Nosophoros 5:29
4. Genocide 7:42
5. Plague to End All Plagues 5:55
6. Devoid of Thought 5:37
7. Time No More 4:00
8. Metamorphosis 7:40
9. Hundred Wrathful Deities (titre instrumental) 11:14
10. My Parasite 4:17 (édition limitée uniquement)